# Поповка (Башкортостан)
Попо́вка (баш. Поповка) — деревня в Бирском районе Башкортостана. Входит в Кусекеевский сельсовет.

## Население
| 2002 | 2009 | 2010 |
| ---- | ---- | ---- |
| 41   | ↘27  | ↗33  |

Национальный состав
Согласно переписи 2002 года, преобладающая национальность — русские (98 %).

## Географическое положение
Находится на берегу реки Белой.
Расстояние до:
- районного центра (Бирск): 20 км,
- центра сельсовета (Кусекеево): 8 км,
- ближайшей ж/д станции (Уфа): 113 км.